# Hamburger Lektionen
Hamburger Lektionen ist ein Dokumentarfilm von Romuald Karmakar aus dem Jahre 2006.

## Handlung
Inhalt des Films sind Hasspredigten des Imams Mohammed Fazazi in der Al-Quds-Moschee in Hamburg.
Im Januar 2000, in den letzten Tagen des Fastenmonats Ramadan, hielt Fazazi im Gebetsraum der Moschee mehrere so genannte Lektionen, bei denen die Anwesenden Fragen zu verschiedenen Aspekten des Lebens stellen konnten, die der Imam aufgrund seiner Interpretation der Scharia beantwortete. Diese Sitzungen wurden von einer unbekannten Person auf Video aufgenommen und in Buchhandlungen vertrieben. Nach den Anschlägen vom 11. September 2001 in New York und Washington wurde bekannt, dass Fazazi Vertrauter von drei der vier Selbstmordpiloten war. Muhammad Fazazi wurde im Jahr 2003 in Spanien als Mitglied der Gruppe, die die Anschläge von Casablanca verübte, verhaftet und zu 30 Jahren Haft verurteilt. In Deutschland ist gegen ihn nie ein Ermittlungsverfahren eingeleitet worden.
Der Film stellt zwei dieser Lektionen nach. Der Film kam am 20. September 2007 in ausgewählte deutsche Kinos.

## Mitwirkende
Als Rezitator der Predigten in deutscher Sprache ist Manfred Zapatka in dem Film zu sehen.

## Kontroverse
Der Film lief bereits auf der Berlinale 2006, wo er im Zusammenhang mit dem damals aktuellen Karikaturenstreit als „Film zur Lage“ Beachtung fand. Dennoch war anderthalb Jahre kein Verleih bereit, den Film in deutschen Kinos zu zeigen. Jörg Lau, Redakteur der Zeit, vermutet, was der Film zeige, sei „unwillkommen, weil es bestehende Ängste vor dem Islam verstärken könnte“.